# Loyal to the Game
A Loyal to the Game 2Pac amerikai rapelőadó albuma. Az Amaru Entertainment 2004-ben egy, az R U Still Down? (Remember Me)-hez hasonló albumot kívánt kiadni, olyan Tupac számokkal, melyeket első éveiben, 1991 és 1994 között vett fel. Úgy gondolták, hogy ez esetben 2Pac eredeti producerei helyett a fehér rappert, Eminemet kérik fel az album produceri munkáira. Az eredmény 13, a végletekig összevagdosott, lelassított/felgyorsított és átszerkesztett zeneszám lett. A rajongók tetszését nem igazán nyerte el ez a fajta újítás 2Pac zenéjében, talán ezt az Amaru is tudta, és ezért készíttetett négy külön remixet más producerekkel (DJ Quik, Scott Storch stb.) bónusz számként. Ezeknek a hibáknak ellenére az album kelendőnek bizonyult a pénztáraknál, és a lemezről kiadott maxi, a Ghetto Gospel igen sok ember kedvence lett.

## Számok
1. "Soldier Like Me (Return of the Soulja)" featuring Eminem
2. "The Uppercut" featuring EDI & Young Noble of the Outlawz
3. "Out on Bail"
4. "Ghetto Gospel" featuring Elton John
5. "Black Cotton" featuring Eminem , Kastro, and Young Noble of the Outlawz
6. "Loyal to the Game" featuring G-Unit
7. "Thugs Get Lonely Too" featuring Nate Dogg
8. "N.I.G.G.A. (Never Ignorant about Getting Goals Accomplished)" featuring Jadakiss
9. "Who Do You Love?"
10. "Crooked Nigga Too"
11. "Don't You Trust Me?" with Dido
12. "Hennessy" featuring Obie Trice
13. "Thug 4 Life"
14. "Po' Nigga Blues [Scott Storch Remix]" featuring Ron Isley
15. "Hennessey [Red Spyda Remix]" featuring Edi; Sleepy Brown
16. "Crooked Nigga Too [Raphael Saadiq Remix]"
17. "Loyal to the Game [DJ Quik Remix]" featuring Big Syke